# Уцвиль
Уцвиль (нем. Uzwil) — город в Швейцарии, в кантоне Санкт-Галлен.
Входит в состав округа Виль. Население составляет 12 323 человека (на 31 декабря 2007 года). Официальный код — 3408.